# Epicauta sanctoruensis
Epicauta sanctoruensis is een keversoort uit de familie van oliekevers (Meloidae). De wetenschappelijke naam van de soort is voor het eerst geldig gepubliceerd in 2003 door Zaragoza-Caballero & Velasco-de Leon.